# جيمي مورر
جيمي مورر (بالإنجليزية: Jimmy Maurer)‏ (14 أكتوبر 1988 في الولايات المتحدة - ) هو لاعب كرة قدم أمريكي في مركز حراسة المرمى. شارك مع منتخب الولايات المتحدة تحت 17 سنة لكرة القدم. أما مع النوادي، فقد لعب مع نيويورك ريد بولز ونيويورك كوسموس وNew York Cosmos (2010) ‏ وAtlanta Silverbacks U23's ‏ وأونيفرسيداد دي كونسيبسيون ‏ وChicago Fire U-23 ‏ وأتلانتا سيلفرباكس وAtlanta Blackhawks ‏.

## وصلات خارجية
- جيمي مورر على موقع الدوري الأمريكي (الإنجليزية)
- جيمي مورر على موقع قاعدة بيانات كرة القدم.إي يو (الإنجليزية)
- جيمي مورر على موقع Soccerbase.com (لاعب) (الإنجليزية)
- جيمي مورر على موقع Soccerway.com (الإنجليزية)
- جيمي مورر على موقع عالم كرة القدم.نت (الإنجليزية)